# Ele Opeloge
Ele Opeloge (Apia, 11 luglio 1985) è una sollevatrice samoana.

## Palmarès

### Olimpiadi
- 1 medaglia:
  - 1 argento (Pechino 2008 nei +75 kg)

### Giochi del Commonwealth
- 2 medaglie:
  - 1 oro (Delhi 2010 nei +75 kg)
  - 1 argento (Glasgow 2014 nei +75 kg)

### Giochi del Pacifico
- 3 medaglie:
  - 3 ori (Apia 2007 nei +75 kg; Nouméa 2011 nei +75 kg; Port Moresby 2015 nei +75 kg)

### Campionati oceanici
- 3 medaglie:
  - 2 ori (Apia 2007 nei +75 kg; Auckland 2008 nei +75 kg)
  - 1 argento (Apia 2006 nei +75 kg)